# Zingiber elatum
Zingiber elatum là một loài thực vật có hoa trong họ Gừng. Loài này được William Roxburgh đề cập lần đầu tiên năm 1814, nhưng miêu tả khoa học chỉ được công bố năm 1820 sau khi ông mất, và in lại năm 1832 không kèm chú giải của Nathaniel Wallich.

## Phân bố
Loài này có tại khu vực nội địa Bengal, Ấn Độ và Đông Himalaya.

## Phân loại
Baker (1892) xếp Zingiber capitatum var. elatum (= Z. elatum) trong tổ Dymczewiczia.

## Mô tả
[Thân] rễ dạng củ, ruột vàng, từ đó mọc ra các rễ thật sự, nhiều trong số này kết thúc bằng các củ thuôn dài, ruột nhạt màu – như ở Curcuma. Thân thảo, thẳng, cao 120-150 cm, bao gồm cả cành hoa bông thóc. Lá xếp thành hai dãy, thẳng, uốn ngược lại, mặt trên nhẵn nhụi, mặt dưới nhiều lông trắng mềm ngắn áp ép, dài 30-45 cm, rộng 2,5 cm. Bẹ hơi có lông; miệng với bướu dạng màng rất hẹp. Cành hoa bông thóc đầu cành, đơn độc, hình mác hẹp, dài 15 cm, chu vi 7,5 cm, xếp lợp kết đặc với các lá bắc hình mác, dài 3,8 cm, mặt ngoài với ít lông, đỡ 1 hoa. Lá bắc trong hay bao hoa hạ ngắn hơn và rộng hơn lá bắc ngoài, nhưng giống như lá bắc ngoài ở chỗ cứng và có ít lông. Đài hoa thượng, màu trắng, nhẵn; miệng có răng không đều, dài khoảng trên một nửa chiều dài lá bắc. Tràng hoa dài hơn đáng kể, màu vàng tươi. Nhị với chỉ nhị ngắn, với mỏ cong rất dài nằm trên đỉnh của bao phấn 2 thùy thẳng. Tuyến mật hình dùi. Bầu nhụy hình xoan, có lông, 3 ngăn, với nhiều noãn trong mỗi ngăn, noãn đính trụ. Đầu nhụy có lông rung. Quả nang hình xoan, kích thước cỡ quả ô liu, 3 ngăn, 3 mảnh vỏ. Hạt nhiều, bóng, màu đen, bao bọc trong áo hạt lớn màu trắng xé rách. Phôi gần hình mác, đáy cắt cụt, được ngoại nhũ bao bọc; nửa trên bởi noãn hoàn. Trong vườn thực vật nở hoa tháng 7-8 và hạt chín tháng 9-10.
Tương tự như Z. capitatum nhưng cao hơn, cành hoa bông thóc mập hơn và hoa lớn hơn.